# Будівництво 865 і ВТТ
Будівництво 865 і ВТТ (рос. СТРОИТЕЛЬСТВО 865 И ИТЛ, ИТЛ МВД Спецстроя 100, ИТЛ-100, ИТЛ и Строительство 865) — підрозділ, що діяв в системі виправно-трудових установ СРСР.
Час існування: організований 04.06.46;

закритий між 17.03.49 і 06.04.49 (перейменований в Будівництво 313 і ВТТ).

## Підпорядкування і дислокація
- ГУЛПС (Головне Управління таборів промислового будівництва)

Дислокація: Свердловська область, р.п. Верхньо-Нейвинськ.

## Виконувані роботи
- обслуговування будівництва 865,
- будівництво та експлуатація Камишлинського цегельного заводу,
- будівництво заводу № 813 (випускав уран-235 для ядерних бомб),
- обслуговування будівництва об'єктів комбінату «Березовзолото» з 28.04.48.

## Чисельністьз/к
- 01.07.46 — 2292,
- 01.01.47 — 7721,
- 01.01.48 — 19671,
- 01.01.49 — 10423